# Mathieu Leclercq

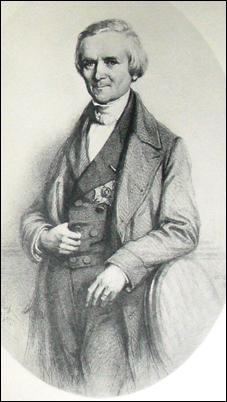
Mathieu Leclercq

Mathieu Nicolas Joseph Leclercq (Herve, 30 januari 1796 - Sint-Joost-ten-Node, 15 maart 1889) was een Belgisch liberaal politicus en magistraat. Hij was onder meer lid van het Nationaal Congres, procureur-generaal bij het Hof van Cassatie.

## Biografie

### Familie
Mathieu Leclercq was een telg uit de familie Leclercq. Hij was een zoon van Olivier Leclercq en van Martine Deliège. Zijn vader was achtereenvolgens advocaat, advocaat-generaal, procureur-generaal in Luik, lid van de Tweede Kamer voor Luik en de Staatsraad. Hij trouwde met Cathérine Chefnay (1799-1845). Ze kregen drie zoons:
- Hippolyte Leclercq (1823-1861), militair,
- Alfred Leclercq (1827-1911), chirurg,
- Louis Leclercq (1829-1883), magistraat en provincieraadslid van Brabant.

Hij was de grootvader van Paul Leclercq, procureur-generaal bij het Hof van Cassatie, en overgrootvader van Jacques Leclercq en Robert Gendebien.

### Loopbaan
Hij deed zijn middelbare studies in Herve, vervolgens in het lyceum in Luik. In 1814 begon hij zijn rechtenstudies aan de École de droit in Brussel en behaalde zijn diploma in 1817. Hij werd advocaat in Luik, maar stapte in 1825 over naar de magistratuur en werd raadsheer bij het hof van beroep in Luik. Bij de oprichting van het Hof van Cassatie in 1832 werd hij er raadsheer. Na het overlijden van Isidore Plaisant in 1836 werd hij procureur-generaal omdat men hem de voorkeur gaf boven advocaat-generaal Eugène Defacqz. Hij bleef die functie 35 jaar uitoefenen, tot aan zijn ontslag in februari 1871. Charles Faider volgde hem op.
Leclercq stond hoog in aanzien. Joseph Mesdach de ter Kiele heeft van hem gezegd dat "elk requisitoir dat hij uitsprak, zonder uitzondering, een model was van diepgaande meditatie en sterke dialectiek, samen met een onverbiddelijke exactheid".
In 1830 werd hij gemeenteraadslid van Luik en werd hij verkozen in het Nationaal Congres, waar hij lid werd van de grondwetscommissie. Hij stemde voor de eeuwigdurende uitwijzing van de Nassaus, voor de hertog van Nemours en voor Surlet de Chokier. Begin april 1831 nam hij ontslag toen de grondwet en de kieswet waren goedgekeurd, omdat hij van oordeel was dat hiermee het Congres zijn opdracht had vervuld. Hij werd opgevolgd door Jacques-Hyacinthe Fabry.
Op 30 augustus 1831 werd Leclercq verkozen tot lid van de Kamer van volksvertegenwoordigers voor het arrondissement Luik, maar na zijn benoeming in het Hof van Cassatie in 1832 nam hij ontslag. Van 1839 tot 1841 was hij opnieuw Kamerlid, ditmaal voor het arrondissement Brussel, als vervanger van Jean-Pierre Willmar.
Bij de vorming van de homogeen liberale regering-Lebeau in april 1840 werd hij minister van Justitie. Die regering viel op 13 april 1841. De volgende regering-Rogier II stelde Leclercq voor als ambassadeur bij de Heilige Stoel, maar dit werd in Rome niet aanvaard. Dit betekende een ernstig incident en de pauselijke diplomatie kwam op haar stappen terug, maar toen was het Leclercq die weigerde te aanvaarden. Hij weigerde voortaan ook ministerposten die hem werden aangeboden.
In 1847 werd Leclercq lid van de Koninklijke Academie aan wie hij in 1852 en 1857 zijn tweedelige studie over het grondwettelijk recht voorstelde. Bij herhaling zat hij de Klasse der Letteren voor, en ook de hele Academie. Van 1849 tot 1880 zat hij de Raad voor ter volmaking van het hoger onderwijs, van 1854 tot 1880 de Commissie voor de diplomatieke examens en van 1846 tot 1881 de Commissie voor de uitgave van wetten en ordonnanties. In 1853 leidde hij een commissie die zich wijdde aan de rechterlijke organisatie en in 1855 een andere commissie voor de herziening van de Handelswetten.
In 1859 verzocht de regering-Rogier II hem om advies bij het opstellen van haar antwoord op het verslag en de voorstellen van de Vlaamse Grievencommissie, waarbij Leclercq de voorgestelde taalregeling in rechtszaken resoluut afwees. Hij gold als een tegenstander van de Vlaamse Beweging in het algemeen. Zijn argument was de Belgische eenheid: het Belgische volk mocht volgens hem niet opgedeeld worden in Vlamingen, Walen en Duitstaligen. Wel pleitte hij voor een waardige behandeling van de Vlamingen in het leger en vroeg hij een wetswijziging betreffende het jurystelsel in assisenzaken.
Vanaf het einde van de jaren 1870 moest hij een voor een zijn activiteiten stopzetten, vanwege een voortschrijdende blindheid. Tegen het einde van zijn loopbaan werd de vijftigste verjaardag van België gevierd en hield hij twee redevoeringen. De eerste La vie et l'œuvre du Congrès National voor de Academie in 1879 en de tweede in 1880 voor de Verenigde Kamers onder de titel L'allocution des survivants du Congrès aux Chambres